# Errol Thompson
Errol Thompson, conosciuto come ET (Kingston, 29 dicembre 1948 – Kingston, 13 novembre 2004), è stato un produttore discografico e ingegnere del suono giamaicano di musica reggae e dub. Ha lavorato soprattutto con Joe Gibbs.

## Biografia
Errol "ET" Thompson, fu produttore, ingegnere del suono e uno dei primi ingegneri di registrazione a sviluppare la musica dub.
Lavorò per molto tempo in coppia con il produttore Joe Gibbs tanto che i due vennero ribattezzati i Mighty Two.
Negli anni settanta lavorò, insieme a Niney the Observer come assistente ingegnere ai Randy's Studio, situati in North Parade a Kingston, forse i migliori studi di registrazione dell'epoca a Kingston.
Fu l'ingegnere del primo album reggae senza parti vocali, The Undertaker di Derrick Harriott and the Crystalites.
Lavorò come ingegnere su molte canzoni di Bob Marley (soprattutto del cosiddetto periodo Island), The Abyssinians, Augustus Pablo, Big Youth, Prince Far I, Culture, Dennis Brown, Yellowman, Frankie Paul e Burning Spear.
Lavorò anche con Clive Chin e come produttore su lavori di I-Roy, Cornell Campbell, Freddie McGregor e Barrington Levy ma Thomson diventò famoso soprattutto per la collaborazione con Joe Gibbs quando diventa ingegnere e co-produttore delle produzioni di Gibbs e al punto che l'accoppiata Gibbs-Thompson diventa famosa con il nome d'arte The Mighty Two.
I primi successi sono Maga Dog di Peter Tosh e Pretty Girl di Delroy Wilson, poi, nella seconda metà degli anni 70 Two Seven Clash dei Culture, Three Piece Suit di Trinity, Uptown Top Ranking di Althea & Donna, Heavy Manners di Prince Far I e Jah Bring I Joy di Bobby Melody.
Money in my Pocket di Dennis Brown, prodotto dai Mighty Two nel 1979 arrivò nella Top 20 in Gran Bretagna.
Molti sono gli album dub, accreditati a Joe Gibbs & The Professionals, a cui lavorarono Gibbs e Thompson: State of Emergency, Majestic Dub e la serie dei quattro volumi African Dub Almighty.
Lasciata l'industria musicale aprì un supermercato in North Parade, nel centro di Kingston..
Errol Thompson morì di ictus il 13 novembre 2004, all'età di 55 anni.

## Discografia parziale
- Holy War Dub - Errol Thompson & King Tubby - (anni 70)
- No Bones For The Dogs - Joe Gibbs & The Professionals Featuring Errol Thompson - (1974-79)
- The Black Foundation In Dub - King Tubby & Errol Thompson - (anni 70)
- The Mighty Two - Joe Gibbs & Errol Thompson & Various Artists - (anni 70)
- Scorchers From The Mighty Two - Joe Gibbs - VP Records (2008)